# 칙허장

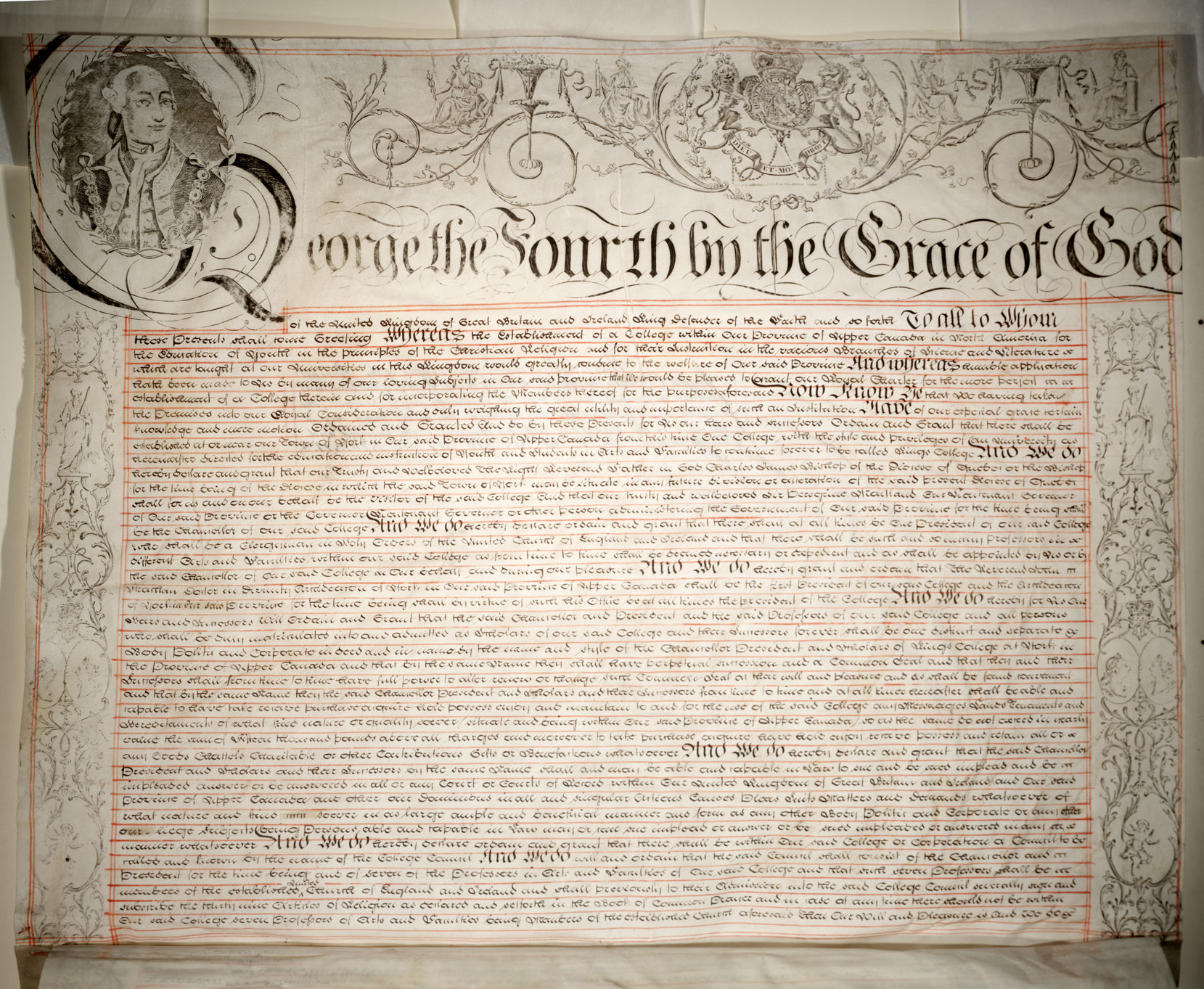
1827년에 조지 4세가 부여한 칙허장

칙허장(royal charter)은 왕실의 특권에 따라 특허증으로 군주가 발행하는 공식 보조금이다. 역사적으로 공법을 공포하는 데 사용되어 왔으며 가장 유명한 예는 1215년 영국의 마그나 카르타(대헌장)이다. 그러나 14세기 이후에는 개인에게 권리나 권한을 부여하기 위해 사적 행위를 대신하여 사용되었다. 이는 자치구(지방 자치 단체 칙허장 포함), 대학 및 학회와 같은 중요한 조직을 설립하는 데 사용되었으며 지금도 사용되고 있다.
칙허장은 왕실 조달 허가증(royal warrants of appointment), 무기 승인 및 조직에 이름에 royal이라는 단어를 사용할 수 있는 권리를 부여하거나 입법 효과가 없는 도시 지위를 부여하는 것과 같은 기타 형태의 특허증과 구별되어야 한다. 영국 군주제는 1,000개 이상의 칙허장을 발행했다. 그 중 약 750개가 현존하고 있다.
영국 정부 목록에 기록된 최초의 칙허장은 1231년 영국의 헨리 3세가 케임브리지 대학교에 부여한 것이다. 그러나 1150년 영국의 워십풀 컴퍼니 오브 위버스(Worshipful Company of Weavers)와 2009년 테인(Tain) 마을을 포함하여 더 오래된 칙허장이 존재한 것으로 알려져 있다. 1066년 스코틀랜드. 영국 왕실이 계속해서 칙허장을 발행하고 있다.